# Megachile fulvescens
Megachile fulvescens är en biart som beskrevs av Smith 1853. Megachile fulvescens ingår i släktet tapetserarbin, och familjen buksamlarbin. Inga underarter finns listade i Catalogue of Life.